# Grothpark
Der Grothpark ist eine öffentliche Grünanlage im Hamburger Stadtteil Othmarschen. Er beinhaltet eine ausgewiesene Hundewiese und einen Spielplatz.

## Lage
Der Park wird durch die Straßen „Paul-Ehrlich-Straße“, „Holmbrook“, „Agathe-Lasch-Weg“, „Bernadottestraße“ und Häuserfronten der „Emkendorfstraße“ begrenzt und liegt direkt über der nördlich der Elbe gelegenen Zufahrt des Neuen Elbtunnels.
Zugänge sind am östlichen Ende des Agathe-Lasch-Weg, am Übergang zum Kleingartenverein Holmbrook, an der Kreuzung von Paul-Ehrlich-Straße und Othmarscher Kirchenweg, am Holmbrook (Nahe der Kita Holmbrook und auf Höhe der Hausnr. 1), an der Bernadottestraße (60 m vor dem Kreisverkehr) und an der Liebermannstraße (bei der Kreuzung Ansorgestraße) vorzufinden.

### ÖPNV
Der Grothpark befindet sich nur wenige Minuten von einigen Busstationen entfernt. Die Haltestelle Ernst-August-Straße der Buslinie 15 befindet sich nur ca. 40 m vom Eingang an der Bernadottestraße entfernt.
Die ebenfalls von der Buslinie 15 befahrende Station Agathe-Lasch-Weg liegt ca. 150 m westlich des Eingangs Agathe-Lasch-Weg.
Die Buslinien 1, 150, 250, 284 und der Nachtbus 611 befahren die Haltestelle AK Altona (Eingang), die ca. 175 m vom Eingang an der Paul-Ehrlich-Straße entfernt liegt.

### Veloroute 1
Im nördlichen Teil des Grothparks befindet sich ein Abschnitt der Veloroute 1 des Hamburger Velorouten-Netzes. Zwischen Juli und November 2023 wurde der bestehende von Westen nach Osten verlaufende Verbindungsweg zwischen dem Othmarscher Kirchenweg und dem Agathe-Lasch-Weg zu einer vier Meter breiten, nun beleuchteten, Fahrradstraße umgebaut, der Autoverkehr bleibt dabei weiterhin untersagt. Gleichzeitig wurde der Verbindungsweg durch Betongehwegplatten erweitert und ein Kreisverkehr am Holmbrook eingerichtet, der die Verkehrssicherheit aller Teilnehmer erhöhen soll.

## Geschichte
Ursprünglich befand sich auf dem Gebiet des heutigen Grothparks der Dorfkern Othmarschens, woran heute noch das Bauernhaus des Restaurants „Röperhof“ erinnert, das 1759 erbaut wurde. Rund um den Ortskern waren die Bauernhöfe „Röperhof“ (heute: Agathe-Lasch-Weg 2), „Grothenhof“ und „Schmidtscher Hof“ (heute: Paul-Ehrlich-Straße 3) angesiedelt. Für den Bau des Neuen Elbtunnels musste der sog. „Altenteil“ des Röperhofs (Standort ungefähr mittig des runden Weges) abgerissen werden.
Der Park entstand beim Bau des Neuen Elbtunnels zwischen 1968 und 1975. Beim Bau der vierten Röhre zwischen 1995 und 2002 wurde die Streuobstwiese vor dem Röperhof neugestaltet und weitere „standortgerechte, heimische Sträuchern“ als Ausgleichsmaßnahme gepflanzt.

### Namensgebung
Der Name des Parks geht auf den Bauernhof „Grothenhof“ und das „Groths Gesellschaftshaus“ an der Wrangelstraße (Liebermannstraße), Ecke Elbchaussee zurück, die in diesem Gebiet lagen.

## Bestandteile

### Wohnunterkunft Holmbrook
Die „Wohnunterkunft Holmbrook“ ist eine Geflüchteten- und Wohnungslosenunterkunft des Sozialunternehmen F&J, in der 208 Personen Schutz finden sollen. Nach fünf Monaten Bauzeit wurde die Unterkunft im September 2015 eröffnet. Ursprünglich war eine Laufzeit für sieben Jahre geplant.
Vor 2015 wurde der „Festplatz Holmbrook“ regelmäßig für diverse Veranstaltungen genutzt, wie den Circus Werona oder das Traditions-Puppentheater Lauenburger.

### Stein von Othmarschen

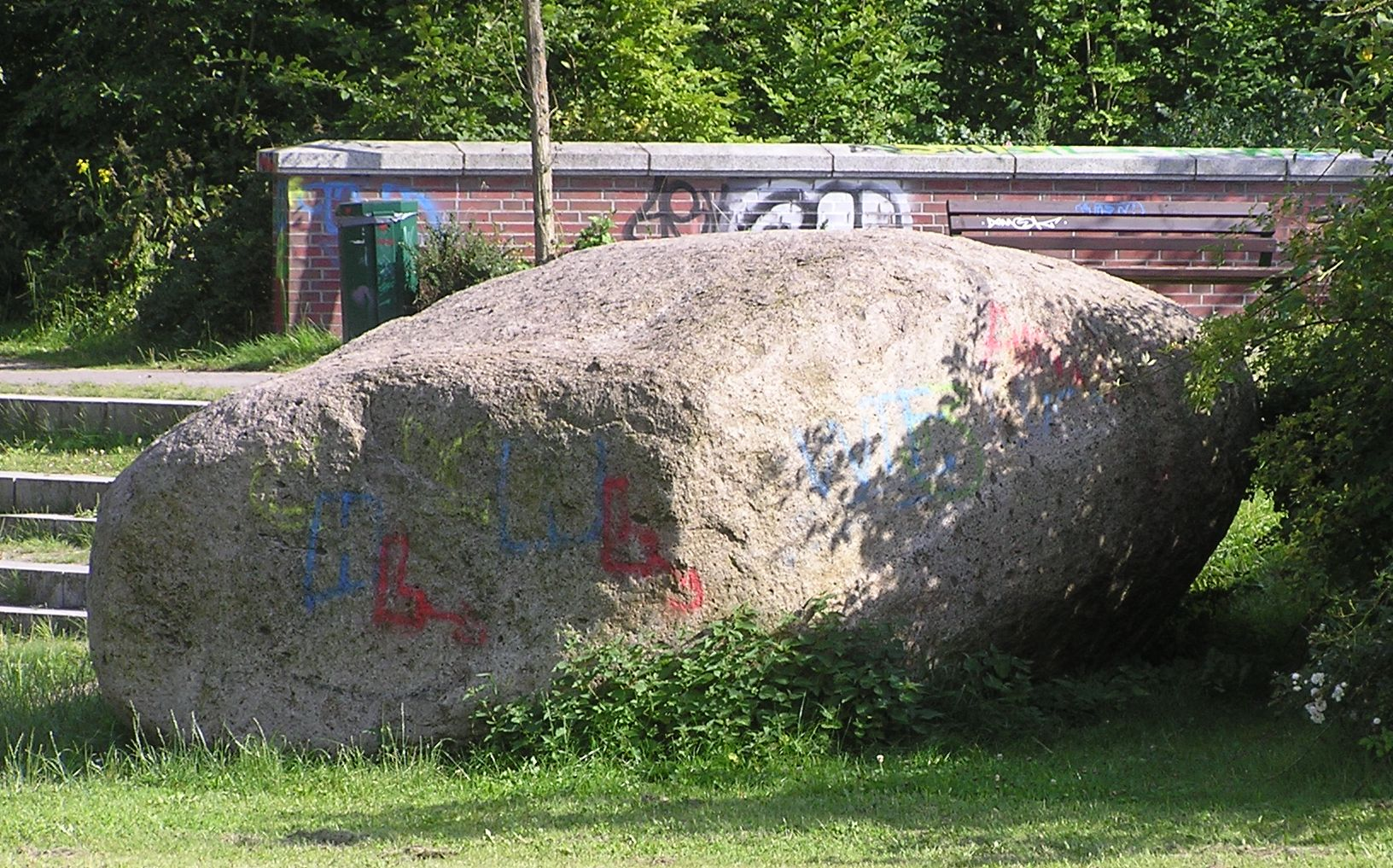
Der Stein von Othmarschen

Der zweitgrößte Findling Hamburgs, der „Stein von Othmarschen“, wurde im südlichen Teil des Parks platziert. Er weist ein Gewicht von 60 t auf und misst eine maximale Breite von 4,9 m.
Der Findling wurde beim Bau der vierten Röhre des Neuen Elbtunnels 1998 gefunden und wird auf ein Alter von 1,7 bis 1,8 Milliarden Jahren geschätzt.

### Spielplatz Holmbrook
Der Spielplatz Holmbrook liegt im östlichen Teil des Parks und umfasst diverse Spielelemente wie ein Piratenschiff, Rutschen, Kletteranlagen, Schaukeln, Sandkästen oder Federwippgeräte, aber auch Wasserspiele und ein rollstuhlgerechtes Karussell sowie zahlreiche – teils überdachte – Sitzmöglichkeiten und Mülleimer.

### Tunnelleitzentrale Nord

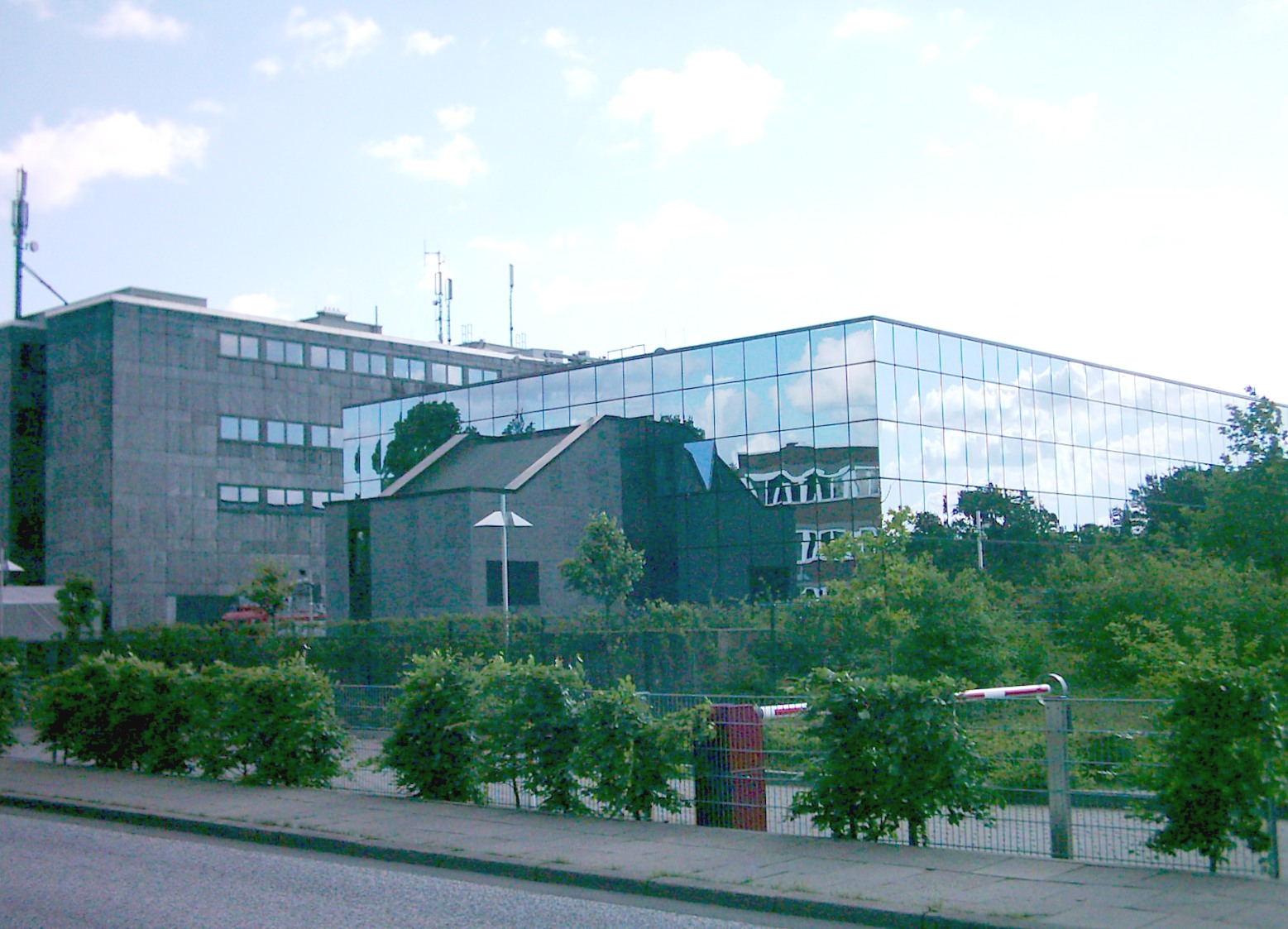
Die Tunnelleitzentrale Nord

Die Tunnelleitzentrale Nord der Autobahn GmbH befindet sich direkt über dem Neuen Elbtunnel und teilt den Grothpark in zwei Hälften.
Sie dient der Verkehrsüberwachung des Neuen Elbtunnels, aber auch aller anderen Straßentunnel in Hamburg, wie dem Wallringtunnel oder dem Krohnstiegtunnel. Diese können von hier aus überwacht, gesteuert und gesichert werden. Sämtliche Anlagen, wie Kameras, Beleuchtung, Lüftung oder Pumpen sind von der Zentrale aus steuerbar.
Die Notrufsäulen innerhalb der Tunnel sind direkt verbunden mit der Tunnelleitzentrale, sodass eine direkte Umsetzung der erforderlichen Sicherheitsmaßnahmen gewährleistet werden kann.

### Gedenkstein zur Schleswig-Holsteinischen Erhebung
| Gedenkstein: 1848/98 Blechtafel: Gestiftet von Frauen u. Jungfrauen Othmarschens 1898 |

Am Eingang an der Liebermannstraße wurde 1898 zum 50. Jahrestag der Schleswig-Holsteinischen Erhebung ein Gedenkstein errichtet. Dieser erinnert an die Erhebung der damals noch getrennten Herzogtümer Schleswig und Holstein zu einem gemeinsamen Schleswig-Holstein, das nach dem zweiten Schleswig-Holsteinischen Krieg beschlossen wurde.
Die ebenfalls 1898 gepflanzte Doppeleiche soll symbolisch für den Wunsch nach einem „auf ewig ungeteilten (Up ewig ungedeelt)“ Schleswig-Holstein stehen.

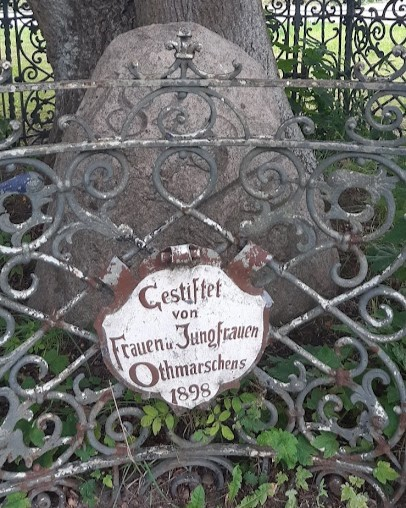
Der Gedenkstein zur Erhebung Schleswig-Holsteins

### Röperhof

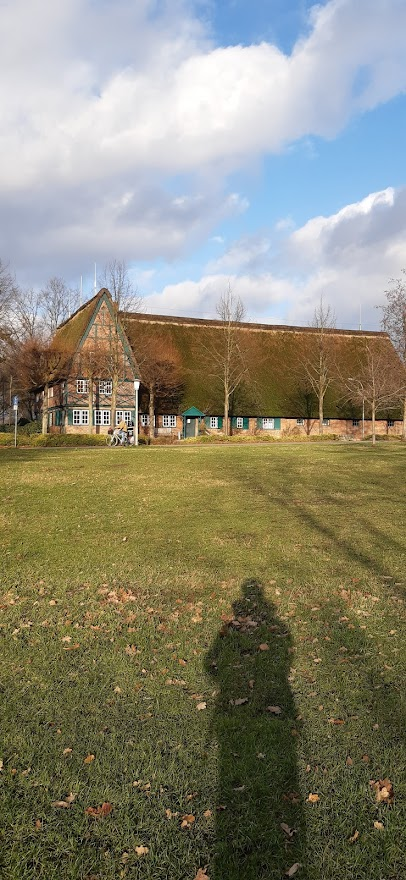
Blick auf den Röperhof im Winter

Das Restaurant „Röperhof“, benannt nach der ehemaligen Bauernhof-Familie Röper, ist ein altes Bauernhaus aus dem Jahr 1759.
Dieses wurde innerhalb weniger Monate errichtet, als das alte Bauernhaus im Siebenjährigen Krieg in Brand gesetzt wurde. Zum Röperhof gehörten im Laufe der Jahre weitere Gebäude, die jedoch heute nicht mehr existieren. Gegenüber des Bauernhauses (ungefähr am Standort der heutigen Kehre) stand der zugehörige Backofen, beim heutigen Gebäude des Agathe-Lasch-Weg 6 stand eine 1908 abgebrannte Holzscheune und direkt vor diesem war ein Teich vorzufinden, der jedoch mit Abfällen regionaler Brauereien zugeschüttet wurde.
Seit 1937/38 steht der Röperhof unter Denkmalschutz.
Im Jahr 1997 erfolgte der Umbau zum Restaurant Röperhof im Erdgeschoss des Gebäudes.

### Hundeauslaufzone
Die Hundeauslaufzone im nördlichen Bereich des Grothparks ist eine knapp 4000 m² große Hundeauslaufwiese, die durch Schilder und seit dem Umbau der Fahrradstraße zu dieser ebenfalls durch einen Zaun begrenzt ist. Auf Grund der angrenzenden Straße Holmbrook, die eine Gefahr für Hunde darstellt, sei die Zone nicht optimal gewählt, meinen Kritiker.

## Naturbestand

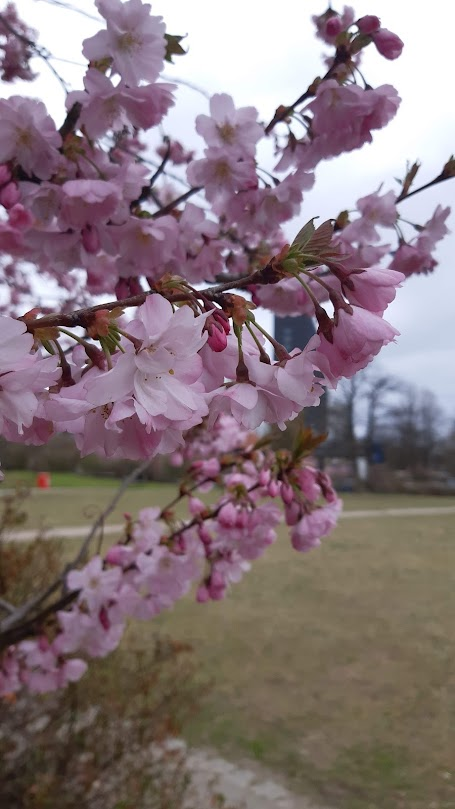
Eine japanische Kirschblüte im Grothpark

### Flora
Im gesamten Park ist ein breiter Bestand an sämtlichen Pflanzen vorhanden, der teils zur Biotopkartierung durch die Stadt dokumentiert wurde. Es sind unter anderem Ahorne (Feld-, Spitz-, Berg-Ahorn), Eschen, Erlen, Kastanien, Kiefern, Eichen, Buchen, Kirschen, Eiben, Apfelbäume und Haselnussgewächse im Park anzutreffen, sowie Winden, Rauken, Rüben, Disteln, Weißdorn, Nesseln, Beifuß, Liguster, Brombeeren, Giersch, Efeu, Schneebeeren, Schafgarbe, Gänseblümchen, Seggen, Nelken, Schwingel, Binsen, Margeriten, Klee, Sauerampfern, Löwenzahn, Kresse und im Bereich des Sumpfes auch Lilien, Weiden (Silber-, Korb-, Fahl-Weiden) und Ampfern.

### Fauna
Eine genaue Dokumentation des Tierbestandes des Grothparks ist bisher nicht erfolgt, jedoch wurden mögliche Tiergruppen zur Biotopkartierung genannt. Die Vielfalt an Pflanzen bietet Lebensraum für Amphibien, Fledermäuse, Insekten und Vögel.

### Sumpf
Nahe des Röperhofs befindet sich ein Sumpf, der durch Weiden und diverse Gräser geprägt ist. Ursprünglich war der Sumpf ein angelegtes Kleingewässer, das auf ein Alter von 50 bis 100 Jahren geschätzt wird.

## Bebauungsplanentwurf
Der aktuelle Bebauungsplanentwurf für das Plangebiet Othmarschen 47 „Holmbrook“ sieht vor, zwischen dem Hirtenweg (südliches Grundstücksende der Tunnelleitzentrale) und dem Ausgang Bernadottestraße mittig eine Kleingartenanlage zu errichten, die ca. 20 Kleingartenparzellen enthält. Diese sollen einen Teil der durch das Plangebiet Othmarschen 43 „Schwengelkamp“ (Neubau einer Schule) entfallenden Parzellen ersetzen. Die Kleingartenanlage wird so konzipiert, dass die Grünfläche auch für die Öffentlichkeit nutzbar bleibt. Die Laufzeit der Wohnanlage Holmbrook läuft bis zum geplanten Zeitpunkt aus. Der westliche Weg, der parallel zur Liebermannstraße verläuft, bleibt durch die Bebauungsmaßnahme unberührt und zählt weiterhin zur öffentlichen Parkanlage Grothpark, ebenso der Hirtenweg und der Spielplatz Holmbrook.